# Миом
Миом је доброћудни тумор који се појављује и развија у мишићном ткиву. Ову врсту тумора називамо и хормоно осетљивом патологојим. По себи, тумор се разликује од остале врсте тумора јер се не шири на остале органе, али може изазвати крварење и инфекцију.

## Класификација
Постоје двије врсте миома:
- Лејомиом: Тумор састављен од мишићних ткива. Најчешћи је међу миомима. Појављује се у материци и назива се лејомиом материце.[3]
- Рабдомиом: Сачињен од пругастог мишићног ткива, тумор је јако редак. У већини случајева појављује се током дјетињства и ако се не уочи, може постати злоћудан.[4]

## Симптоми
Симптоми миома зависе од њихове величине и локације. Најчешће укључују:
- Крварење: Посебно код миома у материци, који могу изазвати обиље или нередовно крварење.
- Бол: Миоми могу изазвати бол у доњем дијелу трбуха или леђима.
- Притисак на органе: Велики миоми могу притискати оближње органе, као што су мокраћна бешика или цријева, узрокујући често мокрење или опстипацију.
- Повећање трбуха: Миоми у материци могу довести до видљивог повећања трбуха.[5]

## Дијагноза
Дијагноза миома обично укључује:
- Физички преглед: Палпација и визуелна процјена лезије.
- Ултразвук: Коришћење ултразвука за прецизну локализацију и карактеризацију тумора.
- МР: Детаљнија слика миома, посебно ако су велики или сложени.
- Хистопатолошка анализа: Узимање узорка ткива на анализу за потврду дијагнозе.[6]

## Лијечење
Лијечење миома зависи од њихове величине, локације и симптома. Неки од најчешћих приступа укључују:
- Надгледање: Мали, безболни миоми могу се само пратити без потребе за лијечењем.
- Лекови: Коришћење хормоналне терапије или нестероидних антиинфламаторних лекова за смањење симптома.
- Хируршка ексцизија: Уклањање миома ако изазивају симптоме или компликације.
- Емболизација артерија матернице: Блокирање крвних судова који хране миоме.
- Хистеректомија: Уклањање материце у тежим случајевима.[7]